# Juan Carlos Bertone
Juan Carlos Bertone (ur. ? – zm. 1938) – urugwajski piłkarz i trener, grający podczas kariery na pozycji obrońcy. 

## Kariera klubowa
Juan Carlos Bertone całą piłkarską spędził karierę w klubie Montevideo Wanderers. Z Wanderers dwukrotnie zdobył mistrzostwo Urugwaju w 1906 i 1909.

## Kariera reprezentacyjna
W reprezentacji Urugwaju Bertone występował w latach 1906-1913. W reprezentacji zadebiutował 21 października 1906 w przegranym 1-2 meczu z Argentyny, którego stawką było Copa Newton. W meczu tym pełnił rolę grającego-selekcjonera. 
W 1910 został powołany na pierwszą, jeszcze nieoficjalną edycję Mistrzostw Ameryki Południowej, który wówczas nazywał się Copa Centenario Revolución de Mayo 1910. Na turnieju w Buenos Aires Aphesteguy wystąpił w obu meczach z Chile i Argentyna. Ostatni raz w reprezentacji Bertone wystąpił 15 sierpnia 1910 w wygranym 3-1 meczu z Argentyną, którego stawką było Copa Lipton. Ogółem w barwach celestes wystąpił w 11 meczach (w 9 był kapitanem), w których zdobył bramkę. 
| Mecze i gole w reprezentacji | Mecze i gole w reprezentacji | Mecze i gole w reprezentacji | Mecze i gole w reprezentacji | Mecze i gole w reprezentacji | Mecze i gole w reprezentacji | Mecze i gole w reprezentacji |
| #                            | Data                         | Miasto                       | Przeciwnik                   | Gol                          | Wynik                        | Rozgrywki                    |
| ---------------------------- | ---------------------------- | ---------------------------- | ---------------------------- | ---------------------------- | ---------------------------- | ---------------------------- |
| 1.                           | 21.10.1906                   | Buenos Aires                 | Argentyna                    |                              | 1:2                          | Copa Newton                  |
| 2.                           | 15.08.1907                   | Buenos Aires                 | Argentyna                    |                              | 1:2                          | Copa Lipton                  |
| 3.                           | 06.10.1907                   | Montevideo                   | Argentyna                    |                              | 1:2                          | Copa Newton                  |
| 4.                           | 15.08.1908                   | Buenos Aires                 | Argentyna                    | Gol                          | 2:2                          | Copa Lipton                  |
| 5.                           | 13.09.1908                   | Buenos Aires                 | Argentyna                    |                              | 1:2                          | Copa Newton                  |
| 6.                           | 15.08.1909                   | Buenos Aires                 | Argentyna                    |                              | 1:2                          | Copa Lipton                  |
| 7.                           | 19.09.1909                   | Montevideo                   | Argentyna                    |                              | 2:2                          | Copa Newton                  |
| 8.                           | 10.10.1909                   | Buenos Aires                 | Argentyna                    |                              | 1:3                          | Gran Premio                  |
| 9.                           | 29.05.1910                   | Buenos Aires                 | Chile                        |                              | 3:0                          | Copa Centenario              |
| 10.                          | 12.06.1910                   | Buenos Aires                 | Argentyna                    |                              | 1:4                          | Copa Centenario              |
| 11.                          | 15.08.1910                   | Montevideo                   | Argentyna                    |                              | 3:1                          | Copa Lipton                  |

## Kariera trenerska
Już podczas kariery piłkarskiej Bertone został trenerem. W latach 1906–1910 prowadził ją w 11 meczach. W latach 1920–1922 był selekcjorem reprezentacji Chile. W 1920 prowadził ją w Mistrzostwach Ameryki Południowej. Na turnieju, którego Chile było gospodarzem, Chile zajęło ostatnie czwarte miejsce. W 1922 poprowadził Chile w Mistrzostwach Ameryki Południowej. Na turnieju w Rio de Janeiro Chile zajęło ostatnie piąte miejsce.